# Mannesmann Mobilfunk
Mannesmann Mobilfunk (D2) var ett dotterbolag till Mannesmannkoncernen och det första privata telefonbolaget i Tyskland.
Företaget startade sin verksamhet 1991 under namnet D2 privat och var då konkurrenten till statliga Deutsche Bundespost. Mannesmann Mobilfunk blev den största mobiltelefonoperatören under 1990-talet i Tyskland jämte statliga Deutsche Telekom (tidigare Deutsche Bundespost). 
2000 tog Vodafone över verksamheten och namnet Mannesmann och D2 försvann liksom koncernen Mannesmann som splittrades. 